# Goldenes Dreieck (Geometrie)

Goldene Dreiecke erster Art (und) und zweiter Art ; der rote Winkel ist jeweils

In Geometrie und Elementargeometrie ist ein Goldenes Dreieck ein gleichschenkliges Dreieck, bei dem die Längen der Schenkel zur Länge der Grundseite im Verhältnis des Goldenen Schnitts stehen. Man unterscheidet zwischen dem Goldenen Dreieck erster Art und dem Goldenen Dreieck zweiter Art:
Das Goldene Dreieck erster Art ist ein gleichschenklig-spitzwinkliges Dreieck und hat die Winkel {\displaystyle 72^{\circ }}, {\displaystyle 72^{\circ }} und {\displaystyle 36^{\circ }}. Das Goldene Dreieck zweiter Art ist ein gleichschenklig-stumpfwinkliges Dreieck und hat die Winkel {\displaystyle 36^{\circ }}, {\displaystyle 36^{\circ }} und {\displaystyle 108^{\circ }}.

## Bestimmung der Winkel

### Elementargeometrisch
Auf der längsten Seite eines Goldenen Dreiecks {\displaystyle \Delta } trägt man, ggf. ausgehend von dem Eckpunkt mit dem kleineren Winkel, die kürzeste Seite ab und verbindet den so entstehenden Abtragungspunkt mit dem gegenüberliegenden Eckpunkt. Auf diese Weise wird {\displaystyle \Delta } in zwei Teildreiecke {\displaystyle {\Delta }_{1}} und {\displaystyle {\Delta }_{2}} zerlegt.
Mit den Ähnlichkeitssätzen ergibt sich, dass entweder {\displaystyle {\Delta }_{1}} oder {\displaystyle {\Delta }_{2}} zu {\displaystyle \Delta } ähnlich ist. Daraus zieht man die Folgerung, dass die Innenwinkelsumme gleich dem Fünffachen des kleinsten Winkels ist. Folglich ist einer der Winkel gleich {\displaystyle 36^{\circ }}. Ist dies der Winkel an der Spitze von {\displaystyle \Delta }, so ist {\displaystyle \Delta } ein Goldenes Dreieck erster Art. Ist es ein Basiswinkel, so ist {\displaystyle \Delta } ein Goldenes Dreieck zweiter Art. Mit dem Innenwinkelsummensatz ergibt sich dann, dass im ersten Fall das Innenwinkeltripel gleich {\displaystyle (72^{\circ },72^{\circ },36^{\circ })} sein muss, im zweiten Fall dagegen allein {\displaystyle (36^{\circ },36^{\circ },108^{\circ })} in Frage kommt.

### Trigonometrisch

#### Goldenes Dreieck erster Art
Ist {\displaystyle \Delta =\mathrm {ABC} } ein solches mit Grundseite {\displaystyle |\mathrm {\overline {AB}} |} und die Schenkeln {\displaystyle b=|\mathrm {\overline {AC}} |} bzw. {\displaystyle a=|\mathrm {\overline {BC}} |}, so bedeutet dies {\displaystyle a=b}, {\displaystyle |\mathrm {\overline {BC}} |=|\mathrm {\overline {AC}} |} und {\displaystyle c=|\mathrm {\overline {AB}} |}:
{\displaystyle {\frac {c}{a}}={\frac {{\sqrt {5}}-1}{2}}=\Phi ^{-1}}
Ist nun {\displaystyle \alpha } der Basiswinkel bei {\displaystyle \mathrm {A} } und {\displaystyle \gamma } der Winkel an der Spitze {\displaystyle \mathrm {C} } von {\displaystyle \Delta }, so erhält man
{\displaystyle \cos {\alpha }={\frac {c}{2\cdot b}}={\frac {{\sqrt {5}}-1}{4}}}
und weiter
{\displaystyle \alpha =\beta =72^{\circ }}
und schließlich mit dem Innenwinkelsummensatz
{\displaystyle \gamma =36^{\circ }}

#### Goldenes Dreieck zweiter Art
Mit den gleichen Überlegungen wie oben erhält man
{\displaystyle {\frac {a}{c}}={\frac {{\sqrt {5}}-1}{2}}=\Phi ^{-1}}
und weiter
{\displaystyle \cos {\alpha }={\frac {c}{2\cdot b}}={\frac {1}{2}}\cdot {\frac {c}{b}}={\frac {1}{2}}\cdot {\frac {2}{{\sqrt {5}}-1}}={\frac {1}{{\sqrt {5}}-1}}={\frac {{\sqrt {5}}+1}{4}}}
und damit
{\displaystyle \alpha =\beta =36^{\circ }}
und schließlich mit dem Innenwinkelsummensatz
{\displaystyle \gamma =108^{\circ }}

### Charakterisierung
Die Goldenen Dreiecke sind exakt diejenigen gleichschenkligen Dreiecke, die einen Winkel von {\displaystyle 36^{\circ }} enthalten.

## Konstruktion
Euklid von Alexandria beschrieb in seinem Werk Die Elemente ein spezielles gleichschenkliches Triangel, heute bekannt als das Goldene Dreieck. Dieses Dreieck findet sich wieder in seiner Beschreibung für ein gleichseitiges und gleichwinkliches Pentagon mit einem gegebenen Umkreis. Die Konstruktion eines Goldenen Dreiecks gelingt als Konstruktion mit Zirkel und Lineal. Abhängig davon, was von einem zu konstruierenden Goldenen Dreieck vorgegeben ist, wie z. B. der Umkreis, die Grundseite oder der Schenkel, sind dafür unterschiedliche Vorgehensweisen erforderlich.

### Umkreis gegeben

Goldenes Dreieck, Umkreis ist gegeben

Ist der Umkreis gegebenen, reicht eine konstruierte Seitenlänge des Fünfecks aus, um die Länge der Grundseite des Goldenen Dreiecks zu erhalten.
Es beginnt mit dem Ziehen des Umkreises mit dem gegebenen Radius um den Mittelpunkt {\displaystyle \mathrm {O} } und dem anschließenden Einzeichnen des Durchmessers {\displaystyle |\mathrm {\overline {DE}} |}. Es folgen die Halbierung des Radius {\displaystyle |\mathrm {\overline {DO}} |} in {\displaystyle \mathrm {F} } und das Errichten einer Senkrechten im Mittelpunkt {\displaystyle \mathrm {O} } mit Schnittpunkt {\displaystyle \mathrm {C} } auf dem Umkreis. Nach dem Ziehen des Kreisbogens um den Punkt {\displaystyle \mathrm {F} } mit Radius {\displaystyle |\mathrm {\overline {FC}} |} ergibt sich mit dem Schnittpunkt {\displaystyle \mathrm {G} } auf dem Durchmesser{\displaystyle |\mathrm {\overline {DE}} |} die Seitenlänge {\displaystyle |\mathrm {\overline {CG}} |} eines Fünfecks.
Nun bedarf es dreier Kreisbögen mit dem Radius {\displaystyle |\mathrm {\overline {CG}} |} gleich der Fünfeckseite: Der Kreisbogen um {\displaystyle \mathrm {C} } ab {\displaystyle \mathrm {G} } ergibt {\displaystyle \mathrm {H} }, der um {\displaystyle \mathrm {H} } ergibt {\displaystyle \mathrm {B} } und schließlich ergibt der Kreisbogen um {\displaystyle \mathrm {B} } die Länge der Grundseite {\displaystyle |\mathrm {\overline {AB}} |}. Mit dem abschließenden Einzeichnen der Schenkel {\displaystyle |\mathrm {\overline {AC}} |} und {\displaystyle |\mathrm {\overline {BC}} |} ist das gesuchte Goldene Dreieck {\displaystyle \mathrm {ABC} } fertiggestellt.

### Grundseite gegeben

Goldenes Dreieck, Grundseite ist gegeben

Ist die Grundseite – Seitenlänge eines Fünfecks – gegeben, nutzt man den Ansatz Goldener Schnitt mit äußerer Teilung.
Zuerst wird die gegebene Grundseite {\displaystyle |\mathrm {\overline {AB}} |} auf einer Halbgeraden abgetragen und anschließend im Punkt {\displaystyle \mathrm {E} } halbiert. Es folgt ein Kreisbogen mit dem Radius {\displaystyle |\mathrm {\overline {AB}} |} um {\displaystyle \mathrm {A} } und ein zweiter mit gleichem Radius um {\displaystyle \mathrm {B} }, Schnittpunkt ist {\displaystyle \mathrm {D} }. Nun wird die Grundseite {\displaystyle |\mathrm {\overline {AB}} |} über {\displaystyle \mathrm {A} } hinaus verlängert und eine Senkrechte in {\displaystyle \mathrm {A} } errichtet, bis sie den Kreisbogen in {\displaystyle \mathrm {F} } schneidet.
Der nächste Kreisbogen um {\displaystyle \mathrm {E} } mit Radius {\displaystyle |\mathrm {\overline {EF}} |} ergibt auf der Verlängerung den Schnittpunkt {\displaystyle \mathrm {G} } und liefert somit die Länge {\displaystyle |\mathrm {\overline {BG}} |} eines Schenkel des Goldenen Dreiecks. Nach dem Einzeichnen des letzten Kreisbogens um {\displaystyle \mathrm {B} } mit Radius {\displaystyle |\mathrm {\overline {BG}} |} trifft die jetzt zu ziehende Halbgerade ab {\displaystyle \mathrm {E} } durch {\displaystyle \mathrm {D} } diesen Kreisbogen in {\displaystyle \mathrm {C} }. Abschließend werden die Schenkel {\displaystyle |\mathrm {\overline {AC}} |} und {\displaystyle |\mathrm {\overline {BC}} |} eingezeichnet, somit ist das gesuchte Goldene Dreieck {\displaystyle \mathrm {ABC} } fertiggestellt.

### Schenkellänge gegeben

Goldene Dreiecke erster und zweiter Art, Schenkellänge ist gegeben, ⇒ siehe Animation.

Ausgangssituation ist eine vorgegebene Schenkellänge {\displaystyle |\mathrm {\overline {AB}} |}, die im Verhältnis des Goldenen Schnitts zu teilen ist. Hierzu verwendet man die sogenannte innere Teilung nach Euklid.
Entsprechend dem Bild in der Einleitung Goldene Dreiecke erster und zweiter Art ergeben sich dabei der Schnittpunkt {\displaystyle \mathrm {X} } und damit die beiden Abschnitte {\displaystyle |\mathrm {\overline {AX}} |} und {\displaystyle |\mathrm {\overline {XB}} |}. Um die beiden Goldenen Dreiecke erster und zweiter Art zu finden, bedarf es noch des Punktes {\displaystyle \mathrm {C} } mit seinen gleichen Abständen zu den Punkten {\displaystyle \mathrm {B} } und {\displaystyle \mathrm {X} .} Nach dem Verbinden der Punkte {\displaystyle \mathrm {A,X} } und {\displaystyle \mathrm {B} } mit dem Punkt {\displaystyle \mathrm {C} } entstehen die Goldenen Dreiecke {\displaystyle \mathrm {ABC} } und {\displaystyle \mathrm {XBC} } erster Art sowie das Goldene Dreieck {\displaystyle \mathrm {AXC} } zweiter Art.

## Bildende Kunst
Das künstlerische Bild Dreiecke im Goldenen Schnitt (Pigmente, Acryl auf Leinwand), erstellt von Irene Schramm-Biermann, zeigt bei genauer Betrachtung auch eine dünn eingezeichnete spiralförmige Linie. Sie entspringt aus dem kleinsten gelben Dreieck und ist eine logarithmischen Spirale. Für den Betrachter bleibt offen: Wurde mithilfe der logarithmischen Spirale das goldene Dreieck geformt oder wurde anhand eines goldenen Dreiecks die logarithmische Spirale bestimmt. Beides ist möglich.

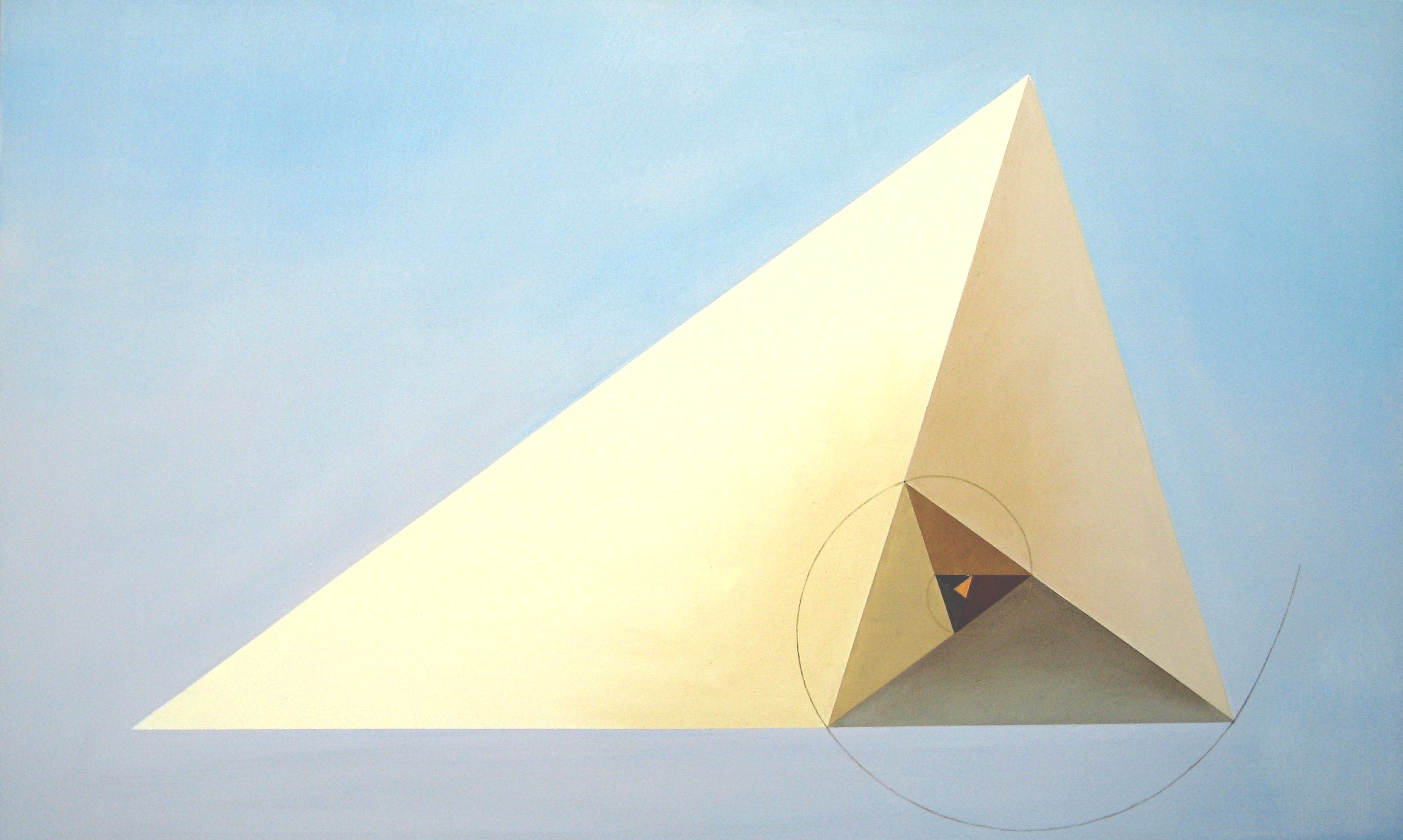
Dreiecke im Goldenen Schnitt

## Vorkommen
Die oben beschriebene Zerlegung von {\displaystyle \Delta } in die Teildreiecke {\displaystyle {\Delta }_{1}} und {\displaystyle {\Delta }_{2}} liefert beide Formen des Goldenen Dreiecks. Beide Formen treten also stets gemeinsam auf. Sie ergeben sich regelmäßig bei der Konstruktion mit Zirkel und Lineal von regulärem Fünfeck und regulärem Zehneck. Die Winkel {\displaystyle 36^{\circ }}, {\displaystyle 72^{\circ }} und {\displaystyle 108^{\circ }} sind also allein mit Zirkel und Lineal konstruierbar.

### Parkettierung eines regelmäßigen Zehnecks mit goldenen Dreiecken
Es gibt zahlreiche Möglichkeiten, ein Zehneck mit Goldenen Dreiecken zu parkettieren. Die folgenden Beispiele zeigen Parkettierungsmöglichkeiten mit Goldenen Dreiecken erster Art (spitzwinklig) und Goldenen Dreiecken zweiter Art (stumpfwinklig).
Links und rechts besteht die Parkettierung aus jeweils 10 Goldenen Dreiecken erster und 10 Goldenen Dreiecken zweiter Art und in der Mitte aus 20 Goldenen Dreiecken erster Art und 10 Goldenen Dreiecken zweiter Art.